# Мухаммед Аль-Хабсі
Мухаммед Аль-Хабсі (нар. 21 серпня 1991) — оманський плавець.
Учасник Олімпійських Ігор 2008 року.